# كلية الطب جامعة الأزهر بأسيوط
كلية الطب جامعة الأزهر بأسيوط هي كلية من كليات الطب التابعة لجامعة الأزهر، تقع بمنطقة الوليدية بمحافظة أسيوط، وهي أول كلية للطب تابعة للأزهر بصعيد مصر وتخدم ست محافظات، أنشئت سنة 1989م.

## تاريخ
بعد قرار تنظيم الأزهر و زيادة عدد طلابها، زادت الحاجة إلي إنشاء فروع أخرى وبالاخص في صعيد مصر، يعود للأفضل في إنشاء جامعة الأزهر بأسيوط الي الملك فيصل الذى تبرع بثمن بنائها، ولكن لم تحصل الجامعة علي هذا التبرع إلا في عهد الملك خالد الذي فؤجي بأن هذا التبرع لإنشاء فرع جامعة الأزهر بأسيوط دخل خزينة الدولة المصرية ولا سبيل لإعادة، فلم يكن إلا أمامها دفع التبرع مرة ثانية لبناء الجامعة، وجاء هذا بعد طلب من محافظ أسيوط محمد إسماعيل الذي طلب الملك خالد بدفع التبرع مرة ثانية وإلا ستنتهي فكرة إنشاء جامعة الأزهر بصعيد مصر، كان ذلك سبباً لقيم صداقة بينه وبين الملك خالد وعين مستشارا له بعد تقاعده من العمل كمحافظ لأسيوط.
- سميت في بداية إنشائها جامعة الملك فيصل الأزهرية، إلي أن ذلك تغير بعد انضمام كليات أخرى لها، فعرفت بجامعة الأزهر فرع أسيوط وتضم عددا كبيرا من الكليات العملية مثل: الطب والصيدلة وطب الأسنان والشريعة مثل الشريعة وأصول الدين واللغة العربية وبالإضافة الي كليات البنات.[2]
- تأسست كلية الطب جامعة الأزهر بأسيوط للبنين بقرار المجلس الأعلى للأزهر رقم (1203) الصادر من مجلس الوزراء سنة 1989م، يرجع الفضل في تأسيس الكلية ل سعد كمال طه أستاذ علم الفسيولوجي حيث قدم العديد من الطلبات لإنشاء فرع لكلية الطب ليشبه نظرتها بالقاهرة.[3][4][5][6][7][8][9][10]

## كلية الطب للبنات
تتميز كليات جامعة الأزهر بأن النظام الدراسي يقوم بفصل البنين عن البنات، ويمثل هذا عبء علي جامعة الأزهر في أنشأ مبني للبنين واخر للبنات بحرمين منفصلين وأساتذة مختلفة، ودائماً ما تتأخر قرارات المجلس الأعلى للأزهر في أنشأ كليات للبنات فقط دون البنين، وفي سنة 2022م صدر قرار من المجلس الأعلى للأزهر بإنشاء كلية للطب جامعة الأزهر بنات بأسيوط، والأخرى للصيدلة بفرع جامعة الأزهر بأسيوط، بعد سنوات عديدة من عدم وجود كليتي طب وصيدلة خاصة للبنات بالوجه القبلي، لخدمة صعيد مصر.

## أقسام الكلية وشروط القبول
تحتوي الكلية علي الأقسام التالية؛
1. التشريح
2. الكيمياء الحيوية
3. الفسيولوجيا
4. الهستولوجي
5. الطفيليات
6. الباثولوجي
7. الفارماكولوجي
8. الميكروبيولوجي
9. الصحة العامة
10. الطب الشرعي والسموم
11. الرمد
12. الأنف ولأذن
13. الباطنة العامة
14. الجراحة العامة
15. النساء والتوليد
16. الأطفال والمبسترين
17. الأورام والطب النووي
18. جراحة المخ والأعصاب
19. التجميل
20. جراحة الأوعية الدموية
21. العظام
22. الصدرية
23. القلب والأوعية الدموية
24. المسالك البولية
25. الجلدية
26. الأشعة

### شروط القبول بالكلية
1. تقبل الشهادة الثانوية الأزهرية الشعبة العلمية
2. تقبل الكلية الإنتظام فقط
3. تحتسب درجة النجاح في مادة المستوى الخاص إن وجدت ضمن درجات مجموع الطالب بالشهادة الأزهرية

## الدرجات العلمية
- تمنح الكلية درجة البكالوريوس في الطب في غضون خمس سنوات مقسمة عشرة فصول دراسية.
- الدبلومات المختلفة
- الماجستير
- الدكتوراه